# Ватолин, Николай Анатольевич
Никола́й Анато́льевич Вато́лин (13 ноября 1926, Свердловск — 11 августа 2018, Екатеринбург) — советский и российский специалист в области физической химии и технологии металлургических процессов. Академик АН СССР (с 1981 года, с 1991 — академик РАН). Профессор кафедры химии Уральского государственного горного университета. С 1968 по 1998 годы возглавлял Институт металлургии УрО РАН. В последнее время являлся Советником РАН. Лауреат двух Государственных премий СССР и Государственной премии РФ.

## Биография
В 1949 году окончил металлургический факультет Уральского политехнического института. После окончания вуза работал в Институте металлургии УрО АН СССР. В 1954 году защитил кандидатскую, а в 1966 году — докторскую диссертацию. С 1968 по 1998 годы занимал должность директора института.
В 1970 году избран членом-корреспондентом АН СССР, а в 1981 — академиком. С 1983 по 1988 годы занимал должность первого заместителя председателя Президиума УНЦ АН СССР.
С 1973 года являлся профессором кафедры химии Уральского государственного горного университета.
Был главным редактором журнала «Расплавы», членом редколлегии журнала «Металлы», председателем Научного совета по физико-химическим основам металлургических процессов, заместителем председателя Научного совета по металлургии и металловедению.
Сын — химик А. Н. Ватолин (род. 1956).
Скончался 11 августа 2018 года, похоронен на Широкореченском кладбище Екатеринбурга.

## Научные достижения
Крупный специалист в области физической химии металлургических процессов. В частности, занимался исследованием структурно-чувствительных свойств жидких металлов и их сплавов, изучая их электрические свойства. Проводил исследования нестехиометричности оксидных расплавов, содержащих ионы переходных металлов. Под его руководством при помощи оригинального высокотемпературного дифрактометра, разработанного в той же группе, выполнен цикл работ по дифракционному исследованию атомного строения и характера межатомного взаимодействия в металлических и оксидных расплавах.
С конца 70-х годов руководил в Институте металлургии новым научным направлением — компьютерным термодинамическим моделированием равновесных состояний многокомпонентных неорганических систем.
Занимался также исследованием взаимодействия жидких и твёрдых фаз при кристаллизации расплавов на основе железа.
Изучал возможность комплексного использования металлургического сырья в районе Урала. Исследование вопросов утилизации отходов чёрной и цветной металлургии позволили усовершенствовать процесс извлечения ванадия из конвертерных шлаков на Чусовском металлургическом заводе и Нижнетагильском металлургическом комбинате, что привело к появлению новой технологии получения высокочистого пентоксида ванадия из конвертерных шлаков.
Под руководством Н. А. Ватолина защищено 15 докторских и 30 кандидатских диссертаций. Им опубликовано в соавторстве с коллегами и учениками более 700 научных статей, 19 монографий, 120 авторских свидетельств и патентов.

## Награды
- Дважды лауреат Государственной премии СССР.
- Лауреат Государственной премии РФ, премии Правительства РФ, Демидовской премии.
- Награждён орденом Ленина, орденом Трудового Красного Знамени и орденом Почёта.
- Награждён золотой медалью им. Н. С. Курнакова.
- Лауреат премии им. И. П. Бардина.

## Основные работы
- Окисление ванадиевых шлаков. — М.: Наука, 1978. — 153 с.
- Межчастичное взаимодействие в жидких металлах. — М.: Наука, 1979. — 195 с.
- Дифракционные исследования строения высокотемпературных расплавов. — М.: Наука, 1980. — 190 с.
- Применение ЭВМ для термодинамических расчетов металлургических процессов. М., 1982.
- Моделирование аморфных металлов. — М.: Наука, 1985. — 288 с.
- Ванадиевые шлаки. — М.: Наука, 1988. — 108 с.
- Термодинамическое моделирование в высокотемпературных неорганических системах. — М.: Металлургия, 1994. — 352 с.
- Пирометаллургическая переработка комплексных руд. — М.: Металлургия, 1997. — 432 с. (в соавт. с Л. И. Леонтьевым, С. В. Шавриным и др.).
- Некоторые закономерности, изменения и методы расчета термохимических свойств неорганических соединений. — Екатеринбург: Изд-во УрО РАН, 2001. — 136 с. (в соавт. с Г. К. Моисеевым).
- Переработка вторичного свинцового сырья в ионных солевых расплавах. — Екатеринбург: УрО РАН 2002. — 200 с. (в соавт. с Н. М. Барбиным, Г. Ф. Казанцевым).
- Дифракционные исследования строения высокотемпературных расплавов. — Екатеринбург: УрО РАН, 2003. — 355 с.
- Переработка лома и отходов цветных металлов в ионных расплавах. — Екатеринбург: Изд-во УрО РАН, 2005.
- Системы жидкий щелочной металл — газовая фаза с учётом «малых» кластеров. — Екатеринбург: УрО РАН, 2005. — 183 с.
- Расплавы как основа формирования структуры и свойств алюминиевых сплавов. — Екатеринбург: УрО РАН, 2005. — 371 с. (в соавт. с И. Г. Бродовой, П. С. Попель, Н. М. Барбиным).